# Фостер, Джоди
Али́сия Кри́стиан (Джо́ди) Фо́стер (англ. Alicia Christian «Jodie» Foster; род. 19 ноября 1962, Лос-Анджелес, Калифорния, США) — американская актриса кино, телевидения и озвучивания, кинорежиссёр и кинопродюсер. Лауреатка двух премий «Оскар» (1989, 1992), трёх премий BAFTA (1977 — дважды, 1992), пяти «Золотых глобусов» (1989, 1992, 2013, 2021, 2025), трёх премий «Сатурн» (1978, 1998, 2024), а также премий «Независимый дух» (1989), «Эмми» (2024) и премии Гильдии киноактёров США (1995). Обладательница именной звезды на голливудской «Аллее славы».
Самые известные фильмы с участием Джоди Фостер: «Таксист» (1976), «Обвиняемые» (1988), «Молчание ягнят» (1991), «Нелл» (1994), «Контакт» (1997), «Комната страха» (2002) и «Иллюзия полёта» (2005).

## Биография
Родилась 19 ноября 1962 года в Лос-Анджелесе. Она — младшая из четырёх детей, рождённых Эвелин Эллы «Брэнди» (урождённой Элмонд; 1928–2019). Отец, Люциус Фишер Фостер III, был подполковником ВВС США и брокером по недвижимости. Брак её родителей распался до её рождения, и она так и не установила отношений с отцом. У неё есть три старших родных сестры: Люсинда, Констанс («Конни») и Люциус («Бадди»), а также три единокровных брата от предыдущего брака её отца. Хотя официально Фостер звали Алисией, её братья и сёстры начали называть её Джоди, и это имя закрепилось. После развода мама Джоди Фостер воспитывала детей со своей партнёршей в Лос-Анджелесе и работала публицистом у кинопродюсера Артура П. Джейкобса, пока не сосредоточилась на управлении актёрской карьерой Бадди и Джоди. Старший брат, Бадди, и две старшие сестры, Синди и Конни, тоже были актёрами. В декабре 2011 года отец Фостер, Люциус Фишер Фостер III был приговорён к пяти годам тюремного заключения по обвинению в мошенничестве.
Фостер была одарённым ребёнком, то есть одарённой девочкой, которая научилась читать в возрасте трёх лет. Она посещала Lycée Français de Los Angeles, подготовительную школу с преподаванием на французском языке, которую она окончила в 1980 году. Её свободное владение французским языком позволило ей сниматься во французских фильмах. Она также дублирует себя во франкоязычных версиях большинства своих англоязычных фильмов. Актриса также владеет итальянским и понимает немецкий язык наряду с испанским.
Затем продолжила образование в Йельском университете, где специализировалась на афроамериканской литературе и получила в 1985 году степень бакалавра в области литературы. Она вернулась в Йель в 1993 году, чтобы выступить перед выпускниками, и получила почётную степень доктора изящных искусств в 1997 году. В 2018 году она была награждена премией Yale Undergraduate Lifetime Achievement Award.

## Карьера
Актёрская карьера Фостер началась с трёх лет, когда она начала сниматься в рекламных роликах и телесериалах. В 1970-х годах снялась в нескольких фильмах студии Уолта Диснея. Дебют Фостер в большом кино — фильм «Наполеон и Саманта» (1973). В 1974 году появилась в фильме Мартина Скорсезе «Алиса здесь больше не живёт».

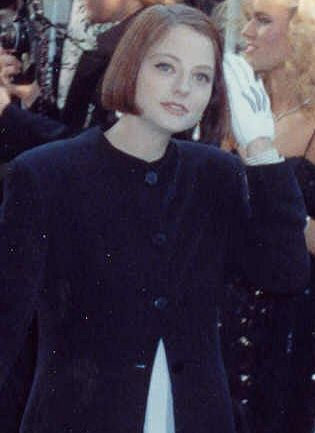
Джоди Фостер на церемонии вручения премии «Оскар» в 1990 году

За следующую роль несовершеннолетней проститутки в фильме Скорсезе «Таксист» в возрасте 14 лет Фостер была номинирована на премию «Оскар». 30 марта 1981 года Джон Хинкли после просмотра фильма «Таксист» совершил покушение на президента США Рональда Рейгана. Преступным мотивом Хинкли стала его патологическая одержимость Фостер. Он был уверен, что, прославившись на всю страну, сможет завоевать сердце актрисы. Преступника признали умалишённым.

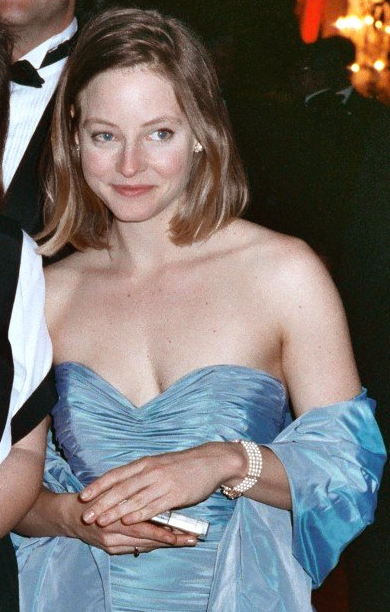
Джоди Фостер на церемонии вручения премии «Оскар», 29 марта 1989 года

В 1988 году сыграла главную роль в фильме «Обвиняемые», за которую получила премии «Оскар» и «Золотой глобус».
В 1992 году Фостер получила второй «Оскар» за главную роль в фильме «Молчание ягнят». Это сделало её первой актрисой (второй стала Хилари Суонк), получившей два «Оскара» до 30 лет. В 1995 году была снова номинирована на эту кинопремию за роль в фильме «Нелл», но награду получила Джессика Лэнг за фильм «Голубые небеса».
Затем последовали фильмы «Мэверик» (1994), «Контакт» (1997), за главную роль в котором она была номинирована на «Золотой глобус», «Анна и король» (1999), «Комната страха» Дэвида Финчера в 2002 году, «Иллюзия полёта» (2005), «Не пойман — не вор» (2006), «Отважная» (2007), «Остров Ним» (2008).
Фостер несколько раз режиссировала фильмы. В 1991 году она сняла фильм «Маленький человек Тэйт», повествующий о непростой судьбе мальчика-вундеркинда, в 1995 году «Домой на праздники» (с участием Холли Хантер, Роберта Дауни-младшего, Энн Бэнкрофт, Чарльза Дернинга, Дилана Макдермотта, Джеральдин Чаплин и Стива Гуттенберга). «Бобёр», где Фостер и Мел Гибсон выступили в главных ролях, вышел в 2011 году. В 2013 году в качестве режиссёра сняла 9 серию 2 сезона сериала «Карточный домик». А в 2017 она сняла 2 серию 4 сезона сериала «Черное зеркало».
В 2013 году Джоди Фостер была удостоена специальной премии «Золотой глобус» за жизненные достижения в области кинематографа.
В августе 2013 года вышел научно-фантастический фильм «Элизиум — рай не на Земле» с участием Фостер. Её актёрская работа была крайне отрицательно принята мировыми кинокритиками; в частности, ученик Роджера Эберта Ричард Рёпер в своей рецензии на картину отметил, что в «Элизиуме» актриса исполнила, возможно, худшую роль в карьере.
В 2016 году на экраны вышел фильм «Финансовый монстр», где Фостер выступила в качестве режиссёра. Она также была режиссёром и продюсером фильмов: «Маленький человек Тейт» (1991), «Домой на праздники» (1995), «Бобёр» (2010), «Опасные игры» (2002), «Пробуждая мертвецов» (2000), «Отважная» (2007), «Детский танец» (1998), «Нелл» (1994), «Заколдованная» (1985) и сериалов: «Сказки с тёмной стороны» (1983—1988), «Карточный домик» (2013) и «Оранжевый — хит сезона» (2013).
В 2022 году Фостер получила главную роль в четвёртом сезоне телесериала «Настоящий детектив».

## Личная жизнь
Не понимаю, как можно не подружиться с Джоди Фостер.
Джоди Фостер — атеистка.
Сексуальная ориентация Фостер стала предметом публичного обсуждения в 1991 году, когда такие издания, как OutWeek и The Village Voice, протестуя против предполагаемой гомофобии и трансфобии в «Молчании ягнят», заявили, что она лесбиянка. 
С 1993 года по 2008 год состояла в отношениях с Сидни Бернард, координатором съёмок.Она публично признала свои 14-летние отношения с Бернард в 2007 году в речи на завтраке «Женщины в индустрии развлечений» журнала The Hollywood Reporter в её честь. У них родилось двое сыновей, 1998 и 2001 годов рождения. Фостер — их биологическая мать; личность биологического отца не разглашается. 
Новой возлюбленной Фостер стала сценаристка и продюсер Синди Морт; отношения продлились до сентября 2009 года. Слухи о том, что Фостер встречалась с Софи Б. Хоукинс, опровергла сама певица.
В 2013 году она рассказала о своём решении совершить каминг-аут в речи после получения премии Сесила Б. Демилля на 70-й церемонии вручения премии «Золотой глобус», что привело к тому, что многие новостные агентства описали её как лесбиянку.
В апреле 2014 года СМИ сообщили, что Фостер вступила в однополый брак с фотографом и актрисой Александрой Хедисон.
В честь Джоди Фостер назван астероид (17744) Джодифостер.
Наилучшими достижениями своей актёрской карьеры считает роли в фильмах «Молчание ягнят» и «Нелл».
Страдает герпетофобией — боязнью змей.

## Проблемы с законом
19 декабря 1983 года Фостер была задержана таможенниками США в международном аэропорту Логан за хранение грамма кокаина. Ей было предъявлено обвинение в правонарушении и назначен испытательный срок в один год.

## Преследования актрисы
Во время её первого года обучения в Йельском университете в 1980–1981 годах Фостер преследовал Джон Хинкли-младший, который влюбился в неё после того, как несколько раз посмотрел «Таксиста». Он переехал в Нью-Хейвен и пытался связаться с ней по почте и телефону. 30 марта 1981 года Хинкли попытался убить президента США Рональда Рейгана, ранив его и ещё трёх человек, утверждая, что его мотивом было произвести впечатление на Фостер. Инцидент привлёк пристальное внимание СМИ, и Фостер сопровождали телохранители во время пребывания в кампусе. Судья Баррингтон Д. Паркер подтвердил, что Фостер невиновна в этом деле и была «невольно втянута в предполагаемую попытку третьей стороны убить американского президента». Её видеозаписанные показания были воспроизведены на суде над Хинкли. Она сказала, что инцидент оказал большое влияние на её выбор карьеры, но также признала, что её опыт был незначительным по сравнению со страданиями пресс-секретаря Рейгана Джеймса Брэди, который стал инвалидом в результате стрельбы и умер от полученных травм 33 года спустя, и его близких: «Какие бы плохие моменты у меня ни были, они никогда не сравнятся с той семьёй».
Во время учёбы в Йельском университете у Фостер были и другие преследователи, включая мужчину, который планировал убить её, но передумал, увидев её выступление в студенческой пьесе.

## Избранная фильмография

### Актриса
| Год  |    | Русское название                 | Оригинальное название                   | Роль                      |
| ---- | -- | -------------------------------- | --------------------------------------- | ------------------------- |
| 1970 | ф  | Угроза с горы                    | Menace on the Mountain                  | Сьюэллен Макайвер         |
| 1972 | ф  | Моя сестра Хэнк                  | My Sister Hank                          | Хенриетта «Хэнк» Беннетт  |
| 1972 | ф  | Сенсация Канзас-сити             | Kansas City Bomber                      | Рита                      |
| 1972 | ф  | Наполеон и Саманта               | Napoleon and Samantha                   | Саманта                   |
| 1973 | ф  | Том Сойер                        | Tom Sawyer                              | Бэкки Тэтчер              |
| 1973 | ф  | Маленький индеец                 | One Little Indian                       | Марта Макайвер            |
| 1974 | ф  | Алиса здесь больше не живёт      | Alice Doesn’t Live Here Anymore         | Одри                      |
| 1974 | ф  | Улыбайся, Дженни, ты покойница   | Smile, Jenny, You’re Dead               | Либерти Коул              |
| 1976 | ф  | Девочка, что живёт в конце улицы | The Little Girl Who Lives Down the Lane | Ринн                      |
| 1976 | ф  | Чумовая пятница                  | Freaky Friday                           | Аннабель Эндрюс           |
| 1976 | ф  | Багси Мэлоун                     | Bugsy Malone                            | Таллула                   |
| 1976 | ф  | Таксист                          | Taxi Driver                             | Айрис Стинсма             |
| 1976 | ф  | Отзвуки лета                     | Echoes of a Summer                      | Дейдра Стриден            |
| 1977 | ф  | Свеча в ботинке                  | Candleshoe                              | Кейси                     |
| 1977 | ф  | Казотто                          | Casotto                                 | Терезина Федели           |
| 1977 | ф  | Перестань называть меня крошкой  | Moi, fleur bleue                        | Изабель Тристан           |
| 1980 | ф  | Лисы                             | Foxes                                   | Джини                     |
| 1980 | ф  | Кэрни                            | Carny                                   | Донна                     |
| 1982 | ф  | Жена О'Хары                      | O'Hara's Wife                           | Барбара О'Хара            |
| 1984 | ф  | Отель Нью-Хэмпшир                | The Hotel New Hampshire                 | Фрэнни Берри              |
| 1984 | ф  | Чужой кровью                     | Le Sang des autres                      | Элен                      |
| 1986 | ф  | Под гипнозом                     | Mesmerized                              | Виктория Томпсон          |
| 1987 | ф  | Сиеста                           | Siesta                                  | Нэнси                     |
| 1987 | ф  | Пять углов                       | Five Corners                            | Линда                     |
| 1988 | ф  | Обвиняемые                       | The Accused                             | Сара Тобиас               |
| 1988 | ф  | Украсть дом                      | Stealing Home                           | Кэти Чердлер              |
| 1990 | ф  | Отступник                        | Catchfire                               | Энн Бентон                |
| 1991 | ф  | Маленький человек Тейт           | Little Man Tate                         | Диди Тэйт                 |
| 1991 | ф  | Молчание ягнят                   | The Silence of the Lambs                | Клариса Старлинг          |
| 1992 | ф  | Тени и туман                     | Shadows and Fog                         | проститутка               |
| 1993 | ф  | Соммерсби                        | Sommersby                               | Лорэл Соммерсби           |
| 1994 | ф  | Нелл                             | Nell                                    | Нелл Келти                |
| 1994 | ф  | Мэверик                          | Maverick                                | миссис Аннабель Брэнсфорт |
| 1997 | ф  | Контакт                          | Contact                                 | Элеанор Арроуэй           |
| 1999 | ф  | Анна и король                    | Anna and the King                       | Анна Леоноуэнс            |
| 2002 | ф  | Комната страха                   | Panic Room                              | Мэг Алтман                |
| 2002 | ф  | Опасные игры                     | The Dangerous Lives of Altar Boys       | сестра Ассумпта           |
| 2004 | ф  | Долгая помолвка                  | Un long dimanche de fiançailles         | Элоди Горде               |
| 2005 | ф  | Иллюзия полёта                   | Flightplan                              | Кайл Пратт                |
| 2006 | ф  | Не пойман — не вор               | Inside Man                              | Мэделин Уайт              |
| 2007 | ф  | Отважная                         | The Brave One                           | Эрика                     |
| 2008 | ф  | Остров Ним                       | Nim’s Island                            | Александра Ровер          |
| 2009 | мс | Симпсоны                         | The Simpsons                            | Мэгги Симпсон             |
| 2011 | ф  | Бобёр                            | Beaver                                  | Мередит Блэк              |
| 2011 | ф  | Резня                            | Carnage                                 | Пенелопа                  |
| 2013 | ф  | Элизиум — рай не на Земле        | Elysium                                 | министр обороны Делакур   |
| 2018 | ф  | Отель «Артемида»                 | Hotel Artemis                           | Жан Томас / Медсестра     |
| 2021 | ф  | Мавританец                       | The Mauritanian                         | Нэнси Холландер           |
| 2023 | ф  | Дайана Найэд                     | Nyad                                    | Бонни Столл               |
| 2025 | ф  | Частная жизнь                    | Vie privée                              | Лилиан Штайнер            |

### Режиссёр
- 1988 — «Сказки с тёмной стороны[англ.]»
- 1991 — «Маленький человек Тейт»
- 1995 — «Домой на праздники»
- 2010 — «Бобёр»
- 2013 — «Оранжевый — хит сезона» (телесериал)
- 2014 — «Карточный домик» (22-й эпизод, телесериал)
- 2016 — «Финансовый монстр»
- 2017 — «Чёрное зеркало» (4 сезон, серия «Аркангел»)
- 2020 — «Рассказы из петли» (1-й сезон, серия «Дом»)

### Продюсер
- 1985 — «Заколдованная»
- 1994 — «Нелл»
- 1995 — «Домой на праздники»
- 1998 — «Детский танец»
- 2000 — «Пробуждая мертвецов»
- 2002 — «Опасные игры»
- 2007 — «Отважная»

## Награды и номинации
Полный список наград и номинаций на сайте IMDb.
| Награды и номинации                             | Награды и номинации | Награды и номинации                       | Награды и номинации              | Награды и номинации |
| Награда                                         | Год                 | Категория                                 | Работа                           | Результат           |
| ----------------------------------------------- | ------------------- | ----------------------------------------- | -------------------------------- | ------------------- |
| Оскар                                           | 1977                | Лучшая женская роль второго плана         | Таксист                          | Номинация           |
| Оскар                                           | 1989                | Лучшая женская роль                       | Обвиняемые                       | Победа              |
| Оскар                                           | 1992                | Лучшая женская роль                       | Молчание ягнят                   | Победа              |
| Оскар                                           | 1995                | Лучшая женская роль                       | Нелл                             | Номинация           |
| Оскар                                           | 2024                | Лучшая женская роль второго плана         | Дайана Найэд                     | Номинация           |
| Сатурн                                          | 1978                | Лучшая киноактриса                        | Девочка, что живёт в конце улицы | Победа              |
| Сатурн                                          | 1992                | Лучшая киноактриса                        | Молчание ягнят                   | Номинация           |
| Сатурн                                          | 1998                | Лучшая киноактриса                        | Контакт                          | Победа              |
| Сатурн                                          | 2003                | Лучшая киноактриса                        | Комната страха                   | Номинация           |
| Сатурн                                          | 2006                | Лучшая киноактриса                        | Иллюзия полёта                   | Номинация           |
| American Cinematheque Gala Tribute              | 1999                | Лучшая актриса                            | Анна и король                    | Победа              |
| American Society of Cinematographers            | 1996                | Выдающаяся актриса                        |                                  | Победа              |
| BAFTA                                           | 1977                | Самая многообещающая актриса              | Таксист / Багси Мэлоун           | Победа              |
| BAFTA                                           | 1977                | Лучшая женская роль второго плана         | Таксист / Багси Мэлоун           | Победа              |
| BAFTA                                           | 1990                | Лучшая женская роль                       | Обвиняемые                       | Номинация           |
| BAFTA                                           | 1992                | Лучшая женская роль                       | Молчание ягнят                   | Победа              |
| Берлинский кинофестиваль                        | 1996                | Berlinale Camera                          |                                  | Победа              |
| Blockbuster Entertainment Awards                | 1998                | Лучшая актриса — драма                    | Контакт                          | Номинация           |
| Boston Film Festival                            | 1991                | Совершенство                              | Отступник                        | Победа              |
| Ассоциация кинокритиков Чикаго                  | 1992                | Лучшая актриса                            | Молчание ягнят                   | Победа              |
| Ассоциация кинокритиков Чикаго                  | 1998                | Лучшая актриса                            | Контакт                          | Номинация           |
| Давид ди Донателло                              | 1977                | Лучшая актриса                            | Таксист                          | Победа              |
| Давид ди Донателло                              | 1989                | Лучшая актриса                            | Обвиняемые                       | Победа              |
| Давид ди Донателло                              | 1995                | Лучшая иностранная актриса                | Нелл                             | Победа              |
| Дневная премия Эмми                             | 2001                | Outstanding Special Class Special         | AMC: Film Preservation Classics  | Номинация           |
| Эмми                                            | 1999                | Выдающийся вклад в телевидение            | The Baby Dance                   | Номинация           |
| European Film Awards                            | 1997                | Лучшая актриса                            | Контакт                          | Победа              |
| Золотая камера                                  | 1996                | Лучший дебютный полнометражный фильм      | Домой на праздники               | Победа              |
| Золотой глобус                                  | 1977                | Лучшая женская роль в комедии или мюзикле | Чумовая пятница                  | Номинация           |
| Золотой глобус                                  | 1989                | Лучшая женская роль в драме               | Обвиняемые                       | Победа              |
| Золотой глобус                                  | 1992                | Лучшая женская роль в драме               | Молчание ягнят                   | Победа              |
| Золотой глобус                                  | 1995                | Лучшая женская роль в драме               | Нелл                             | Номинация           |
| Золотой глобус                                  | 1998                | Лучшая женская роль в драме               | Контакт                          | Номинация           |
| Золотой глобус                                  | 2008                | Лучшая женская роль в драме               | Отважная                         | Номинация           |
| Золотой глобус                                  | 2012                | Лучшая женская роль в комедии или мюзикле | Резня                            | Номинация           |
| Золотой глобус                                  | 2013                | Премия Сесиля Б. Де Милля                 |                                  | Победа              |
| Hamburg Film Festival                           | 1997                | Награда Дугласа Сирка                     |                                  | Победа              |
| Hasty Pudding Theatricals                       | 1992                | Женщина года                              |                                  | Победа              |
| Hollywood Film Festival                         | 2002                | За вклад в фильмы-боевики                 |                                  | Победа              |
| Независимый дух                                 | 1989                | Лучшая женская роль                       | Пять углов                       | Победа              |
| Irish Film and Television Awards                | 2008                | Лучшая международная актриса              | Отважная                         | Номинация           |
| Kansas City Film Critics Circle Awards          | 1977                | Лучшая актриса второго плана              | Таксист                          | Победа              |
| Kansas City Film Critics Circle Awards          | 1989                | Лучшая актриса                            | Обвиняемые                       | Победа              |
| Kansas City Film Critics Circle Awards          | 1992                | Лучшая актриса                            | Молчание ягнят                   | Победа              |
| Премия Лондонского кружка кинокритиков          | 1992                | Актриса года                              | Молчание ягнят                   | Номинация           |
| Los Angeles Film Critics Association Awards     | 1976                | Премия «Новое поколение»                  |                                  | Победа              |
| MTV Movie Awards                                | 1995                | Лучшая игра — актриса                     | Нелл                             | Номинация           |
| Национальный совет кинокритиков США             | 1988                | Лучшая актриса                            | Обвиняемые                       | Победа              |
| National Society of Film Critics Awards         | 1977                | Лучшая актриса второго плана              | Таксист                          | Победа              |
| New York Film Critics Circle Awards             | 1991                | Лучшая актриса                            | Молчание ягнят                   | Победа              |
| Выбор народа                                    | 1995                | Любимая актриса — драма                   | Нелл                             | Победа              |
| Выбор народа                                    | 2008                | Любимая актриса — боевик                  | Отважная                         | Номинация           |
| Rembrandt Awards                                | 1998                | Лучшая актриса                            | Контакт                          | Победа              |
| Премия «Спутник»                                | 1998                | Награда Мэри Пикфорд                      |                                  | Победа              |
| Премия Гильдии киноактёров США                  | 1995                | Лучшая женская роль                       | Нелл                             | Победа              |
| ShoWest Convention                              | 1992                | Актриса года                              | Молчание ягнят                   | Победа              |
| Sitges — Catalonian International Film Festival | 2005                | Honorary Grand Prize                      |                                  | Победа              |
| Southeastern Film Critics Association Awards    | 1995                | Лучшая актриса                            | Нелл                             | Победа              |
| TV Land Awards                                  | 2007                | Лучшая приглашённая звезда                | Секретные материалы              | Номинация           |
| Women in Film Crystal Awards                    | 1996                | Выдающаяся актриса                        |                                  | Победа              |
| Young Artist Awards                             | 1981                | Лучшая молодая актриса                    | Лисы                             | Номинация           |